# Lyndsay Faye
Pour les articles homonymes, voir Faye.
Lyndsay Faye, née en Californie, est une romancière américaine, auteure de roman policier historique et de pastiche de Sherlock Holmes.

## Biographie
Lyndsay Faye fait des études à l'université Notre-Dame-de-Namur.
En 2009, elle publie son premier roman, Dust and Shadow (en): An Account of the Ripper Killings by Dr. John H. Watson, un pastiche de Sherlock Holmes. Elle écrit d'autres pastiches sous forme de nouvelles publiées en 2017 dans le recueil The Whole Art of Detection (en): Lost Mysteries of Sherlock Holmes.
En 2012, avec The Gods of Gotham, elle commence une série mettant en scène Timothy Wilde, ancien barman et officier de la police en 1845 à New York. Avec ce roman elle est nommée pour le prix Edgar-Allan-Poe 2013 du meilleur roman pour The Gods of Gotham. Avec le deuxième roman de cette série, Seven for a Secret, elle est nommée pour le prix Dilys 2014.
En 2016, elle fait paraître Jane Steele, pour lequel elle est de nouveau nommée pour le prix Edgar-Allan-Poe ainsi que pour le prix Macavity 2017.

## Œuvre

### Romans

#### SérieTimothy Wilde
- The Gods of Gotham (2012)
  - Le Dieu de New York, Fleuve noir (2012)  (ISBN 978-2-265-09444-4), réédition Pocket no 15555 (2013)  (ISBN 978-2-266-23898-4)
- Seven for a Secret (2013)
  - Le Sang noir du secret, Fleuve noir (2014)  (ISBN 978-2-265-09446-8), réédition France Loisirs (2015)  (ISBN 978-2-298-09541-8)
- The Fatal Flame (2015)

#### Pastiche de Sherlock Holmes
- Dust and Shadow: An Account of the Ripper Killings by Dr. John H. Watson (2009)
  - Nous ne sommes qu'ombre et poussière : Sherlock Holmes à la poursuite de Jack l'Éventreur, Pocket no 15554 (2015)  (ISBN 978-2-266-23725-3)

#### Autres romans
- Jane Steele (2016)
- The Paragon Hotel (2019)
- The King of Infinite Space (2021)

### Recueils de nouvelles

#### Pastiches de Sherlock Holmes
- The Whole Art of Detection: Lost Mysteries of Sherlock Holmes (2017)
- Observations by Gaslight: Stories from the World of Sherlock Holmes (2021)

## Prix et distinctions

### Nominations
- Prix Edgar-Allan-Poe 2013 du meilleur roman pour The Gods of Gotham[1]
- Prix Dilys 2014 pour Seven for a Secret[2]
- Prix Edgar-Allan-Poe 2017 pour Jane Steele[1]
- Prix Macavity 2017 du meilleur roman historique pour Jane Steele[3]